# お願い!ランキングのコーナー一覧
本項では、テレビ朝日で放送されている『お願い!ランキング』内で放送されているコーナーについて記述する。

## 「そだてれび」の企画
「スタークリエイター発掘オーディション番組そだてれび」は、2022年4月のリニューアルで新設されたメイン企画。テレビ朝日社員から投稿された282作の応募企画から審査を通過した企画を約10分のミニ番組として映像化。期間中最も視聴者の反響が大きかったものは特別番組として再立案される。月曜はドラマ、火曜、木曜はバラエティー＆ドキュメンタリー、水曜はアニメ企画を放送。

### モグりライダー
2022年4月21日開始。木曜（水曜深夜）固定コーナー。モグライダーが世の中を裏支えする職業に、体を張って潜入調査。ありがたみを伝えるチャレンジバラエティ―。

### エモエフティーやってみた！
2022年4月19日開始。火曜（月曜深夜）コーナー。プロ漫画家がNFTアートに挑戦すると、どんな作品、どんな評価額のつく作品が出来上がるのかをドキュメント形式で追う。第1弾は漫画家・玉越博幸が挑戦。

### 新しい食べ方提案バラエティ「もる塾」
2022年4月15日開始。金曜（木曜深夜）固定コーナー。ぼる塾メンバーが、盛って美味しい食べ合わせを探し出す。

### ANZEN漫才の社歌クエスト
2022年4月6日開始、水曜（火曜深夜）固定コーナー。ANZEN漫才が企業を調査して社歌を作る。

### 文才芸人
2022年4月5日開始の火曜（月曜日深夜）固定コーナー。文才ある芸人やタレント2名が愛するものを文字で綴る。2名のどちらが愛を伝えられたかを、愛するものの開発者、関係者（食品ならば、発売元の社員）が判定する。

### 忌憚ナク蔵
2021年10月7日開始で毎週木曜日(水曜深夜)に放送。同年から放送されている特別番組「忖度ナシ蔵」シリーズのレギュラー版。若手俳優が企業から調査の依頼を受けた調査員「忌憚ナク○(○の中には俳優の芸名から1文字が入る)」を演じ、特定の企業から発売される商品の顧客満足度を調査し、そのランキングと「忌憚ない意見」を紹介する。

### 秋山と映画
2021年10月15日開始で毎月一回金曜日(木曜深夜)に放送。秋山竜次(ロバート)が公開を間近に控えた新作映画の主演俳優になりきりインタビューを受けたりストーリーを勝手に想像する。2022年4月14日以降は「秋山竜次のMOVIE IS MY LIFE」から「秋山と映画」に改題。木曜（水曜深夜）枠に移動する。

### みんなのまめお
曜日に関わらず放送する1分間のアニメ番組。原案及び声優は丹生明里。

## お願い!企画ファームの企画
2010年10月6日スタート。月・水・木曜日に行なわれていたコーナー。「ちょい足しクッキング」・「美食アカデミー」に続くオリジナルのヒット企画を生みだすべく、複数の新企画をスタートして視聴者の意見と感想を聞きながら、より良い企画に成長させていくコーナー。内包番組の様な位置付けで、各企画毎に専用セットも組まれている。
2011年初頭では、月曜日に「ブラマヨとゆかいな仲間たち」、水曜日に「怪しい本の集まる図書館」、木曜日に「ストライク♪ミュージック」が、それぞれ放送され、2011年2月12日放送分からは金曜日に「関ジャニの仕分け∞」が加わったが、2011年4月に「ブラマヨ」と「仕分け∞」が、2011年10月には「ストライク♪ミュージック」が単独番組化したため2012年3月現在この名称が使われることはない。

### ストライク♪ミュージック
月曜日（2012年9月27日までは木曜日）の企画。同い年のゲスト3人が出演、1週ごとに交代する「プレゼンター」役ゲスト1人が青春時代にハマった楽曲ベスト10曲を他のゲスト2人（「リアクター」役）にプレゼン。リアクター2人は1曲ごとに、プレゼンター同様自分もハマっていたか否かを判定する。判定はボウリング形式で発表され（ハマった2人→ストライク、1人→スペア、0人→ガター）、10曲中何曲ストライク判定を貰えたかで、ゲスト3人をランク付けされる。
毎週、プレゼンされた10曲中1曲は、「今見たい名曲ストライク」コーナーとして歌手本人がスタジオで生披露する。
2011年3月19日の『GOLD』でも初放送され、これまでの放送から1975年生まれ（2011年1月6日、1月20日、1月27日放送）と1970年生まれ（2010年11月4日、11月11日、11月18日放送）の回が再編集されたもの（実質総集編）が放送された。これは、東日本大震災の影響で自粛されたコーナーの穴埋めのため。
この構成をベースに、2011年1月12日・13日放送分は映画「僕と妻の1778の物語」の公開記念として、青春時代の楽曲ではなく泣ける映画10品を草彅剛（SMAP）と映画ライター有村昆、松山梢がプレゼンし合う派生企画「ストライクムービー」が放送された。
2011年10月ネオバラエティ月曜枠でこの企画をベースにした『ストライクTV』がレギュラー化される。
しかし『ストライクTV』は様々な企画が放送されるようになったため、2012年2月2日放送分より本番組に戻された。

### 林修先生の今やる!ハイスクール
木曜日の企画。便宜上、当企画ファーム節でも説明。2013年8月 - 9月の2か月だけ火曜バラエティ道場で放送した『林修先生の今やる!ハイスクール』を2013年9月30日にお試しプレゼンで放送した所、プレゼン成功し本番組に内包化。
ゲストが講師となるのは火曜バラエティ道場版と同じだが、当企画のランキングは林修監修の元、「（林修らが）印象に残った授業」や「授業内容の重要性部分」等としてランキング作成されていた。
2014年4月より「林修の今でしょ!講座」として火曜19時枠でレギュラー放送。その後、2022年10月より「林修の今、知りたいでしょ!」に改題し、木曜20時枠で放送中。

### 日本ツウ学院
月曜日の企画で、2013年12月に放送された。外国人生徒と一緒に日本の通な事を学ぶ授業形式コーナー。2013年10月28日が初回。
2014年1月1日には単独で特別番組化していた。2014年4月12日から『これぞ!ニッポン流!』として単独番組化。
| 放送回 | 放送日         | 講師                     | テーマ             |
| ------ | -------------- | ------------------------ | ------------------ |
| 1      | 2013年10月28日 | 渡部建（アンジャッシュ） | スーパーマーケット |
| 2      | 2013年12月2日  | カンニング竹山           | 電車               |
| 3      | 2013年12月16日 | ビビる大木               | トイレ             |
| SP     | 2014年1月1日   | 林修                     | 弁当・おせち料理   |

### ブラマヨとゆかいな仲間たち
月曜日の企画（2週完結）。以前に単発特番として放送した「ブラマヨのゆかいな交遊録」を、企画ファームに内包。ゲストとして招かれた1組の芸人がMC役のブラックマヨネーズと、今までテレビ番組ではあまり語らなかった苦労話や悩み相談など、深い内容のトークを展開し、最後に「最終関係図」として、ブラックマヨネーズとゲストの関係性を纏め上げる。「お願い!ランキング」の性質上、トーク内容を深かった順にベスト5でランク付けし5位の内容から順番に、1週目に3 - 5位が、2週目に1 - 2位が放送された。
ゲスト芸人が2組の三つ巴状態で放送したり（この時は、ブラマヨとゲストではなくゲスト同士の関係性を纏める）、企画初期には女性アイドルがゲストの回もあった。
2011年4月4日の放送で「おねラン」内での放送は卒業し、2011年4月9日からは『ブラマヨとゆかいな仲間たち アツアツっ!』として単独番組化した。

### 怪しい本の集まる図書館
水曜日の企画（1週完結、金曜に放送される場合あり）。「巷に流れる噂や都市伝説が集う図書館」という設定で、実際に巷に流れている噂・都市伝説を、それらを好む「怪しい本の集まる図書館」会員のアンケート結果に基づき、ベスト3形式で発表。1位に選ばれた噂は実際に番組で検証を行い、その検証VTRを踏まえてゲスト審査員3人が白（本当）・黒（ウソ）を独断で判定する。
この企画をベースにした2時間特番、2010年12月27日及び2011年3月21日に中居正広を図書館長（司会）役にした単体の特番「中居正広の怪しい本の集まる図書館」がゴールデンタイムで放送された。ただし、既に検証VTR中で決着が付けられている噂をパネラーの意見を参考にして中居が白か黒か予想するというクイズ形式や、ゲストが知りたいと提示してきた都市伝説を番組側で白黒を調べてくるトーク形式で放送された。
特番の好評を受け2011年10月から火曜ネオバラエティ枠で『白黒ジャッジバラエティ 中居正広の怪しい噂の集まる図書館』（後に『中居正広のミになる図書館』に改題・リニューアル）としてレギュラー化された。

### 関ジャニの仕分け∞
金曜日の企画（2週完結）。関ジャニ∞が仕分けされる側となり、毎回異なるシャレにならない課題に1人ずつ挑戦。その結果によって、2-3種類のグループに仕分けされる。清水俊輔（テレビ朝日アナウンサー）が進行役を担当。毎回最後に「足を引っ張ったと思うメンバー」を投票してもらい、票数をランキング。5回1位を取るととんでもない罰が待っているとのことだったが、単独番組化に伴い、投票自体を5回も行わなずにこのシステムは廃止された。
- 第1回（ジャニーズ愛 あり・なし）→事務所の大先輩である少年隊の曲10曲の中から、抽選で1曲を選択。途中3ヶ所空欄になっている部分に正しい歌詞を補いながら、間違えずに1コーラス唄い切る。成功なら「ジャニーズ愛 あり」に、失敗なら「ジャニーズ愛 なし」に、それぞれ仕分けされる。
- 第2回（運動神経 あり・普通・なし）→小学生レベルの鉄棒技を実演。1週目は後方ひざかけ回転に挑戦し、それが成功できなかったメンバーは「運動神経 なし」に仕分け。2週目は、成功したメンバーのみで難易度の高い後方両ひざかけ回転に挑戦し、それにも成功できたメンバーは「運動神経 あり」に、失敗したメンバーは「運動神経 普通」に、それぞれ仕分けされる。

2011年4月6日から『関ジャニの仕分け∞』として単独番組化し、9月から土曜20時台に昇格。
2013年には派生企画の歌うま芸能人オーディションが本番組で数回放送（2013年1月にMay J.編、2013年9月にさくやまや編、2013年12月にGILLE編）された。

## その他の企画

### 答え合わせ占い
普通の占いコーナーと同様、星座別運勢がランキングで発表。監修は太田梨花（その翌日の占いはテレビ朝日の携帯サイトでも発表）。番組開始から続く唯一のコーナーである。
他の同様の番組と唯一違うのは「今日（深夜のため、正確には昨日）の占い結果」であることである。占い結果と今日の自分の行動を照らし合わせて反省し、明日へつなげることが目的としている。発表は1時間番組だった当初はアンラッキーだった11位から8位→普通だった7位から5位→ラッキーだった4位から2位→超ラッキー!だった1位→超バッドだった12位の順。ただし、30分版になると11位から2位→1位と最下位を発表する方式になり。現在では全ての順位を表にまとめて紹介されている。まれに11位から7位→6位から2位という手順で発表することもある。
2010年2月頃からはほぼ毎日ラッキーポイントのテーマ（飲み物など）を統一している。

### 美食アカデミー
火・木曜日の企画。2009年10月3日開始。食のプロフェッショナルたちが、各有名企業のトップセールス食品を試食し、ランキングをつけるコーナー。
大手企業以外にも芸能人が経営する飲食店のメニューも審査され、企業・飲食店の関係者が審査を別室でモニタリングする。あまりの辛辣な評価に関係者が涙を流す一幕もあるが、逆に高評価されると関係者が大喜びする場面も見られる。この様に辛辣な評価をされる事で、逆に企業側は今後の商品開発に大きなヒントを得ることが出来る企画でもある。
ランキング方式は、3人（GOLDでは4人）の審査員が、持っている10点からそれぞれ採点し、その合計を得点とし、点数が多い物から順に並べる。25点（GOLDでは30点）以上は高評価とされる。酷評の時に使用されているBGMはビゼー作曲のアルルの女　第二組曲よりファランドールである。

#### 主な美食アカデミーのメンバー
席は原則固定で、向かって左側の席から1枠・2枠・3枠（GOLDのみ4枠まで）である。GOLDでの席順は流動的で通常版ほど固定されていない。
川越達也（「タツヤカワゴエ」オーナーシェフ／通常版では2枠）
2009年11月5日 -
永谷園のお茶づけ編で初登場。2009年12月8日放送のロッテリア編以降レギュラーとなる。
美味しいものを食べた時の笑顔は「川越スマイル」と称され、名物化している。2013年に入ると、不味いものを食べた時の不敵な笑顔をする時の「ブラック川越スマイル」も出てきている。
吉岡英尋（「なすび亭」店主／通常版では1枠）
2010年1月12日 -
サブウェイ編で初登場。2010年2月4日放送のブルボン・プチ編以降レギュラーになる。2011年以降出演は減少している。
青山有紀（「青家」料理長／通常版では3枠に座ることが多い）
2009年11月5日 -
永谷園のお茶づけ編で初登場。2009年12月15日放送のポッカスープ編以降レギュラーになる。
森崎友紀（料理研究家／通常版では3枠に座ることが多い）
2009年11月19日 -
ハーゲンダッツ編で初登場。以降青山不在時を中心に出演する。
斉藤美穂（フランス料理研究家・ショコラティエ／通常版では1枠または3枠に座ることが多い）
2010年8月3日 -
ハーゲンダッツ編（2回目・深夜版）で初登場。以降吉岡・青山不在時を中心に深夜、「GOLD」に出演する。
気の強い青山有紀との意見の相違に現場が凍りつく、という場面がしばしば発生する。
横崎哲（麻布『Aux gourmands（オー グルマン）シェフ。元プロボクサー。／斉藤や青山が不在時に登場。）
2012年 - 登場
梅宮辰夫
芸能人としては初のメンバー。唯一満点10点を超える11点を出した人物でもある。
笠原将弘（「賛否両論」店主）
主に初期に登場。
林裕人（パティシエ。大阪府洋菓子工業協同組合常務理事ほか）
2012年10月18日 -
など。

#### 出演パターン
|           | 1枠      | 2枠      | 3枠      |
| パターン1 | 吉岡英尋 | 川越達也 | 青山有紀 |
| パターン2 | 吉岡英尋 | 川越達也 | 森崎友紀 |
| パターン3 | 吉岡英尋 | 川越達也 | 斉藤美穂 |
| --------- | -------- | -------- | -------- |

|           | 1枠      | 2枠      | 3枠      |
| パターン1 | 斉藤美穂 | 川越達也 | 青山有紀 |
| パターン2 | 斉藤美穂 | 川越達也 | 森崎友紀 |
| --------- | -------- | -------- | -------- |

※川越以外のところにはゲスト審査委員が入る場合あり

### 領収SHOW
2014年2月5日開始、2014年3月31日以降は月曜日の企画。先輩芸人が後輩芸人を連れ高級店で豪遊してもらう。商品・サービスは逐一価格を予想し、最終的な予想額が実際金額と誤差3000円以内であれば領収書はテレビ朝日宛（番組が代金を負担）となるが、3000円以上であれば領収書の宛名は先輩芸人宛（先輩芸人が自腹）となる。

### 味はさておき!激安店調査隊!
2014年3月31日開始の月曜日の企画。西村賢太や藤社優美、久保田雅人や橘ゆりかが、美味しくなかろうが、とにかく1円でも安い飲食店を探しランキング。

### 先入観リサーチTV
2014年4月2日開始、基本的に木曜日の企画。放送作家の堀江志津が、真夜中開店のレストランや看板のない店等の気になる場所に直接出向き取材。他曜日に出張する場合もある。

### クイズ「グッズ鑑識・米沢守」「グッズ課長・角田六郎」「グッズ監察官・大河内春樹」
火曜日の企画。『相棒 -劇場版II- 警視庁占拠! 特命係の一番長い夜』コラボ企画で米沢守（六角精児）と角田六郎（山西惇）が個別として珍しいグッズをクイズ形式として捜査してそれをゲスト刑事に回答させる内容。角田のみが企画終了後、東日本大震災直後の3月22日に「美食アカデミー」を休止込みで再放送形式で復帰し、これ以降は不定期に継続している。2011年10月25日以降には大河内春樹（神保悟志）がドラマ『相棒 season10』の宣伝つきの錠剤込みで登場し、以降は大河内のみになっている。2011年7月2日の『-GOLD』の放送回では過去に放送した「反響が大きかったグッズランキング」で米沢と角田の2者が再放送形式で登場した。不定期であるが、映画宣伝や番組宣伝のために東山紀之らがゲスト刑事として特別参戦したり、2012年10月10日放送ではゲスト刑事に『相棒 season11』の宣伝込みで角田六郎が参戦。2013年4月2日のゲスト刑事に『相棒シリーズ X DAY』の宣伝込みで若槻彬（田中圭）と伊丹憲一（川原和久）が参戦した。

### 目指せ!お試しかっ!「芸能人行きつけ店人気メニューBEST3全て当てるまで帰れま3」
水曜日の企画。2011年9月30日放送分から登場。「帰れま5」からの発展企画。芸能人行きつけの店で「帰れま3」を行い1度も間違えずに正解すると賞金10万円。チャンス10回で正解できないと出入り禁止になってしまう。不定期にこの企画内で『帰れま10』の新メンバーオーディションを行うこともあった。
司会
以下の3人が数回ごとに交代しながら司会を務める。またこの3人は『帰れま10』出演回数が多い。
- カンニング竹山
- 中田敦彦（オリエンタルラジオ）
- 渡部建（アンジャッシュ）

### ちょい足しクッキング
インスタント食品や丼物など食材を入れて美味しいちょい足しのクッキングを紹介する。
自宅のキッチンで実際に作って、おねがい調査隊AP・中尾まなみ(東通企画)が30品食べてベスト10形式でランキングをつける。また毎週ではないがランク外だった食材も1、2品紹介している。
1位にした食材はその会社やメーカーに持っていき、商品開発にかかわった社員（番組では「その道のプロ」と紹介する）に試食してもらう。2009年末には「ベストアワードスペシャル」と題し、年末特別編としてどの食材が最も活躍したか（多く取り上げられたか）を決定した。
2010年10月以降は中尾が食べた食材の中から数品をソムリエの田崎真也に改めて試食して貰い具体的な評価を伺う他「田崎流アレンジレシピ」と称して田崎がより美味しくすべく更なる食材のちょい足しを行うケースもある。
中尾だけでなくタレントが本企画に挑む事もある他、稀に宣伝の為に出演するタレントに1位の食材を試食して貰う事もある。
かつては水曜に毎週のように放送されていたが帰れま3開始以降は不定期に放送されている。
2012年6月11日放送分より「出張!ちょい足しクッキング」なる企画も不定期で開始。中尾がとある飲食店に出向き、そこで出されているメニューの中でちょい足しを行いランキングを付ける。
2012年11月5日放送分より「ちょい足しの鉄人」なる企画も不定期で開始。プロの料理人2人が各々でちょい足しを行い、中尾が食べてランキングを付ける。
このコーナーで紹介されたいくつかのメニューがフジテレビ『爆笑 大日本アカン警察』（現在は終了）で取り上げられた事例がある。

### 1秒1000円 ベストバウト
番組が用意した競技に、その競技を得意とする一般人やアスリートらが挑戦。競技開始と共に1秒1000円のペースで賞金が増額、競技を完遂できれば競技時間に関わらず賞金30万円獲得。また別室でMCの芸人と共に見守っている付き添い役は、これ以上競技を続けると失敗すると思った時点で賞金ゲットボタンを押して、賞金を確定させる事もできる。ただし、ボタンを押した様子は競技者本人には見えておらず、完遂または失敗するまで競技を続けてもらう。ボタンが押される前に失敗した場合は、賞金0円。番組では、賞金順ではなく競技時間が長かった順番にランキングが付けられる。
2014年春のリニューアル以前はお願い!企画ファーム（2014年4月以降のお願い!ランキング第2部扱い）だったが、2014年4月15日以降は“クイズとゲームの日”の火曜日の企画に。
1. 鉄棒スタンディング
幅2.5cmの鉄棒の上に立ち続ける。成功者:田上絢子 (100002174329180) - Facebook
2. リボンスプレッド
カードマジックのスプレッドを行う。1セットごとに定められたスプレッドを1分以内に成功させる。 参考記録2分39秒 :SACHI
3. パワーウォール(幅170cmの壁の間)
4. パワーロープ(天井から吊るされている長さ6mのロープ)
5. 逆立ちキープ
3分間逆立ちをし続ける。最初の1分はバーで体を支える、次の1分は時間内に腕立てを5回行う、最後の1分はバーから降りてシーソーを渡る。時間内に渡りきったうえで逆立ちを維持し続ければクリア。
6. 連続レジ打ち
ベルトコンベアから流れる品物をレジに通していく。通過してしまった場合は失敗。3分間で100品目を通せばクリア。
7. 一発入魂 釘連打(3分間ノーミス)
木材に刺さっている釘を一発で打ちこんでいく。打ちこめなかった場合は失敗。序盤は2秒に1本のペース、中盤から1秒に1本のペースで行う。また、時間が経つにつれ釘の長さもアップする。3分で全てを打ち込めばクリア。
8. ピアノハイスピード演奏
1.5倍速の曲を90秒分×2曲の3分間、ピアノでミスなく連弾演奏できればクリア。成功者:結城奈央[11]
9. ターゲットスルー(3分間、ベルトコンベアーで流れる的に球を連続通過させる)
10. ピザ回し
3分間ピザ生地を破ることなく回し続け、なおかつ3分間経過時に一定以上の大きさになっていればクリア。成功者:赤荻一也(RED-JAPANピザ職人協会/和CUORE)[12]
11. スマホ早打ちソング
課題曲の流れるペースより早くスマートフォンで挑戦曲の歌詞を文字入力する。歌に追い越されることなく3分で歌詞をすべて入力できればクリア。成功者:星野堅一、挑戦曲:きよしのズンドコ節

### あなたの代わりに聞いてみた
番組が気になるけど聞けない…どうなってるのか?代わりに聞いて欲しい。視聴者の様々な素朴な疑問を芸人たちが体を張って代行聞き込み調査!
2015年7月以降火曜日の1部に放送。

### アナウンサー雑学の旅
「お願い!モーニング」木曜日の今日言いたくなる豆知識「アナウンサー雑学の旅」から引き継いだ企画。
テレビ朝日の女性アナウンサー3人が交代で旅をする。
2015年4月以降火曜日の2部に放送。

### AbemaTV 心に刺さった瞬間BEST3
2018年4月4日放送開始。テレビ朝日アナウンサーがAbemaTVの番組の中で『心に刺さった瞬間BEST3』を挙げ、番組紹介を行うコーナー。『心に刺さった瞬間BEST2』になる回もある。

### 日本人が知らない!?NIPPONJIN
2018年4月5日放送開始。世界では知られていても国内ではあまり知られていない日本人を紹介。「日本人が知らない!?NIPPON」と題し、一つの店舗を取材し外国人によく購入される商品のランキング紹介、外国人バスツアーに同行し感動したポイントを紹介することもある。
前身は2017年に第2企画工場で放送された「日本人だけが知らない!?NIPPONのニュース」。

### キキミミ!
2018年4月9日放送開始。街頭1000人インタビュー企画。統計調査によるランキング企画、該当する人を探す企画など様々な企画でタイトルが使用される。

### 私って美人ですよね? ～なんで仕事がないんだろう??～
2018年4月10日放送開始。なぜか仕事がないと悩む自称美人さんをカズレーザーがジャッジする企画。原則月曜日放送。再編集版はAbemaTV「バラステ」枠で配信。

### ネタサンド!
2018年5月31日放送開始。au動画配信サービス「ビデオパス」連動企画。サンドウィッチマンが選んだお題の「具」を元に、複数のお笑いコンビがコントや漫才を制作するネタ番組。放送当初は「ネタサンド!新型コント」でコント番組だったが副題がはずれ漫才も扱うようになった。
2020年7月11日にテレビ朝日他で「ネタサンドSP」を放送。出演者は、漫才ブロック：EXIT、すゑひろがりず、ミルクボーイ、四千頭身。コントブロック：かが屋、ゾフィー、ハナコ。進行：弘中綾香アナウンサー。
2020年9月1日放送終了し「二刀流道場」へリニューアルされた。

#### 二刀流道場
2020年10月21日放送開始。「ネタサンド」企画の特番「お笑い二刀流」の放送後、本放送も特番と同じく芸人が漫才とコント両方披露するネタ番組へとリニューアル。「お笑い二刀流」派生の「お笑い実力刃」がレギュラー放送されるに伴い2021年4月15日に放送終了した。「お笑い実力刃」はその後「証言者バラエティ アンタウォッチマン!」にさらにリニューアルされている。

### 深ヨミ議事郎
2018年7月5日放送開始。進行：島本真衣。解説：神田康秋。ナレーション：柳家三三。日本初の議事録バラエティーと題し、主に地方議会の議事録を題材に変わった議題、興味深い議事を取り上げる。

### 転職さん、いらっしゃい!
MCに爆笑問題、アシスタントに新井恵理那を据えて送る転職バラエティー企画。2018年10月3日開始。不定期で原則水曜日に放送。転職前の職業を紹介し、人物の日常をドキュメンタリー形式で追い、VTRで出されるヒントをもとに、転職後の職業を当てるクイズ番組形式。2019年より本来番外編であった「移住した女たち」がメインとなり、セットも大幅にリニューアル。2019年2月28日分でラストとなり、出演者は後述する「じゃぱにぃ寺」に振り替えられた。2018年12月30日に特別番組「ニッポンのココ! 移住した女たち」、2019年5月11日に第2弾「ニッポンのココからココ! 移住した女たち」が放送された。
2018年10月28日より、AbemaTV「バラステ」枠でも再編集の上配信。同年11月以降はスタジオ収録部分がなく、 本編であった「転職さん」がAbemaTVのみで制作、配信されている。

### ラブアース
2018年11月20日放送開始。「陸海空 地球征服するなんて」スピンオフ企画。お願い!ランキングではシーズン2以降を放送。

### ニッポン人の品格を学べ じゃぱにぃ寺
2019年3月14日開始。6月20日終了。木曜深夜放送企画。初回のタイトルは『日本のマナー・しきたりを学ぶ じゃぱにぃ寺』。翌週21日から『ニッポン人の品格を学べ じゃぱにぃ寺』にリニューアルされた。日本人の品格、マナーを毎週異なる若いお坊さんとクイズ形式の問題で学ぶコーナー。問題の出題・解説は駒沢女子大学教授・千葉公慈。「移住した女たち」MCの爆笑問題、新井恵理那がMCとして参加。2019年4月13日と同年6月8日にはゴールデン特番『じゃぱにぃ寺』が放送された。

### お願い!フライング
2018年4月2日スタートの連日放送コーナー。案内役は探偵オレンジ。明日以降行われるイベントなどのフライング情報を送る。

### お願い!eSports FIGHTER
2018年11月6日開始。開始当初は「カプコン ストリートファイターリーグ powered by RAGE」出場権をかけたプロvsアマチュアを軸にした3本勝負を放送。2019年2月12日放送分より企画内容を変更し、プロゲーマー・ときど率いる「チームときど」（ときど、ふ～ど、藤村）に勝てば100万円を贈呈するコーナーとなった。以降も3月26日まで「カプコン ストリートファイターリーグ powered by RAGE」の告知を兼ねて放送。後期の前身番組は2019年1月までAbemaTVで配信された「ウルトラゲームステーションズ ストV AE」。

### 太田伯山 〜悩みに答えない毒舌相談室〜
2019年7月3日に「太田松之丞 〜悩みに答えない毒舌相談室〜」として放送開始。初週は2夜連続で放送された。爆笑問題・太田光と、講談師・神田松之丞（当時）の2名が視聴者からの悩み投稿に答えると称して持論を言い合うコーナー。テレビ朝日アナウンサー・弘中綾香（他の同局アナウンサーが出演することもあった）が進行を務め、爆笑問題・田中裕二はツッコミ役として「モニタリング室」と称する別室で出演する（ゲストが出演する場合はアナウンサーとともに同じスタジオで進行役を務める）。2019年12月31日には年末番組「太田松之丞・カズレーザー・古市憲寿の2019年ニュースの裏ぶっちゃけますSP」が爆笑問題が司会の年越し番組「生放送だよ!ぶっちゃけ寺 年越しSP」の中で放送された。
2020年2月11日に神田松之丞が六代目神田伯山を襲名したため、同年2月12日よりコーナー名を「太田伯山 〜悩みに答えない毒舌相談室〜」に変更。「太田伯山」以降はお笑い第七世代をはじめとするお笑い芸人の相談に乗る形でトークをするスタイルへと変化した。
2020年9月から出演者と内容の一部を変更し『太田伯山ウイカの「はなつまみ」』にリニューアルし翌年9月まで放送された。

#### 太田伯山ウイカの「はなつまみ」
2020年9月16日に単独の特別番組および本番組での「延長戦」として開始。前コーナー「太田伯山 〜悩みに答えない毒舌相談室〜」から出演者と内容の一部を変更したコーナー。爆笑問題・太田光、講談師・神田伯山、ファーストサマーウイカが視聴者から投稿のあった「はなつまみ」（世の中の厄介者）についてトークを行い、最後にその「はなつまみ」を「認定」するか「差し戻し」するかを決める。爆笑問題・田中裕二とタレントのゲスト（当初はテレビ朝日アナウンサー。初回のみ弘中綾香、10月・11月は渡辺瑠海もしくは安藤萌々）が進行役を務める。2021年9月23日（9月22日深夜）放送分で最終回。

### ラーメン官僚
木曜日の企画。毎日2杯以上をノルマとしてラーメンを実食し続けている農林水産省勤務（当時）の官僚・田中一明が都内のラーメン店を食べ歩き、そのランキングを紹介するコーナー。国家公務員法に抵触するため、出演料はなくラーメン代も自腹で支払っている。テレビ出演は「趣味の範囲」としていた。

### 竹原慎二のデカ盛り道場破りランキング
2009年12月16日開始。デカ盛りメニューが大きさだけではなく、味もうまいかどうかを調査。エリアはインターネット上の食べ歩きサイト（「バカ盛り伝説デラックス」）がピックアップした店を調査し、デカ盛り味見番長の竹原が判定。合格ラインは星3つで、その店には竹原のサイン色紙（「うまい!まいったわ!」のメッセージ入り）を贈呈する（2月5日は星3つ以上の店に色紙贈呈はなかった）。
かつて竹原が出演していたTBS系『ガチンコ!』の企画「ガチンコファイトクラブ」を元にした演出が多く、ナレーターも同番組と同じ垂木勉が担当している。
2月5日で理想のデカ盛りに出会えたとして「ワシもう辞めるわ、じゃあの」とセリフを残してコーナーはいったん終了。12日には視聴者のリクエストに応えて「歴代デカ盛り総重量ランキング」を総集編で放送後、「東京で食べられるご当地B級グルメランキング」にタイトルを変えて続行した。

### 東京で食べられるご当地B級グルメランキング
数年前から雑誌やメディアで多数取り上げられ一大ブームとなったB級グルメを竹原が「デカ盛り道場破り」同様に正直に感じた味で評価する。2010年3月26日を最後にコーナーは行われなくなった。
評価は「味」「価格」「意外性」「ご当地感」を各25点満点（計100点満点）で付け、80点以上をB級グルメと認定。以下、79点～?点がC級、それ以下はD級。

### 雄二のぶっちゃけ部屋
2011年10月13日放送開始。声優の三ツ矢雄二と日髙のり子がメインパーソナリティ、司会進行に渡部建を据え、人気声優を招いて普段は絶対に言えない声優業界の衝撃的な裏話をランキング形式でトーク展開するコーナー。1週目に6位から4位を、2週目に3位から1位までを発表し2週完結で放送される。放送される曜日は固定されていないが同年12月までは木曜日、それ以降は月曜に放送することが多い。
2018年10月4日に総集編を放送。「人気声優にお願い!ランキング」と改題し10月11日より三ツ矢雄二＆関智一のMCで企画が再スタートした。
ゲスト（雄二のぶっちゃけ部屋）
1. 肝付兼太、島本須美（2011年10月13日・10月20日）
2. 矢尾一樹、松野太紀、矢島晶子（2011年11月10日・11月17日）
3. 堀川りょう、古川登志夫（2011年12月15日）
4. 草尾毅、木村昴、松本梨香（2012年1月19日・1月26日）
5. 羽佐間道夫、銀河万丈、難波圭一（2012年1月30日・2月6日）
6. 肝付兼太、龍田直樹、本多知恵子（2012年2月27日・3月12日）
7. 大塚芳忠、浪川大輔（2012年4月18日・4月25日）
8. 平野文、古川登志夫、杉山佳寿子（2012年5月16日・5月23日） - VTR出演：斯波重治
9. 平野綾、KENN（2012年6月6日・6月13日・6月20日）

#### ゲスト（人気声優にお願い!ランキング）
- 梶裕貴（2018年10月11日）
- 豊永利行（2018年11月22日）
- 下野紘＆逢坂良太（2018年12月13日）
- 森久保祥太郎（2019年1月29日）
- 小野友樹＆内田雄馬（2019年1月8日）
- 八代拓（2019年2月5日）

### インパクトEnglish!
月曜日の企画。2011年5月2日放送開始。英語の参考書や辞書に実際に掲載されている、シチュエーションが変な英文を衝撃度順にランク付けする。採点はきたろう、小籔千豊（第1回-第10回）→若林正恭（第11回-）、指原莉乃（第1回-第3回）→道重さゆみ（第4回-第6回）→重盛さと美（第7回-第10回）→指原莉乃（第11回-）。

### 気になる職業のウラ話を徹底取材 「ぶっちゃけすぎ業界新聞」
水曜日の企画。2011年12月7日放送開始。世間の様々な職業の裏話を、実際にその職業の人物にインタビューする企画。
出演
- 有野晋哉
- ダイアモンド☆ユカイ（第1・3・4回）
- クリス松村（第1・2・5回）
- 熊田曜子（第2・3・4回）
- 芹那（第5回）

### 変な間取り審議会
水曜日の企画。2010年4月26日放送開始。実際に存在する奇妙な間取りの不動産物件を紹介し、「この部屋には住みたくない度」でランク付けする企画。
採点者
- ビビる大木（第1・2・5・6・12・13回）
- 山崎樹範（第1・2・7・8・9・14・15・16回）
- 道端アンジェリカ（第1・2・3・4・7・8・9回）
- 有野晋哉（第3・4回）
- 小倉久寛（第3・4回）
- きたろう（第5・6・10・11・12・13回）
- 大島優子（第5・6回）
- 秋山竜次（第7・8・9回）
- 小籔千豊（第10・11回）
- 宮澤佐江（第10・11回）
- 平山あや（第12・13回）
- 宮川大輔（第14・15・16回）
- 菊地亜美（第14・15・16回）

### クルマで楽しむドライブ珍百景
火曜日の企画。ドライブに適したオススメの珍百景のランキングをベスト3にして紹介。
作成は本家『ナニコレ珍百景』のディレクター（放送当時）・井上大心に依頼し、過去に放送したものの中から選ばれる。それを「お願い調査隊」のディレクターがハンディカメラを持ってその場に行く。そのあと過去に放送した本家の映像で説明する。
使用する車はコーナースポンサーであるクルマニヨン、珍百景場所を撮影した後はおねがい戦士たちがレッド「迷惑駐車は絶対にダメだぞ」「楽しいドライブを心がけるんだぞ」（レッド）、「スピード出しすぎる人私嫌いよ」（ピンク）などドライブに関する注意を呼び掛けている。
2010年1月12日放送分からは番組から募集した「おねモ」（お願いモデル）の女性が珍百景を見つける形式になった。2010年3月まで放送。

### やりすぎ校則
月曜日のコーナー。日本全国の変わった法則を「やりすぎ度」でランキング。採点はピエール瀧、荒俣宏、辛酸なめ子（やりすぎ校則認定委員会と称し瀧と荒俣は学生服を、辛酸はセーラー服を着用）。
採点は1人100点（計300点）、再現VTRで噂の校則をモニタリング。これはたまらないと思ったやりすぎ度でランキングを作成する。あくまで噂のため紹介する時は高校名は当然伏せられる上、内容によっては県名も伏せられる場合もある。
始めはお願い調査隊がインターネットと雑誌でリサーチしたものを紹介していたが、2010年2月22日放送分からは視聴者から送られた情報と合わせてスタッフが徹底調査したものを紹介するようになった。
紹介する際のVTRは『トリビアの泉』風になっており、本家よりもタメが長い。

### お願い!フリーマーケット
芸能人がいらなくなった私物をリサイクルショップに頼んで売る企画。査定額発表前に買い取り額を予想。査定額が予想額を上回った場合成功となり、自分が予想した金額分を獲得して実際に売却。ただし、1円でも買い取り額が予想額を下回った場合、私物は無料で番組に没収される。

### ストックVTR買付人
テレビ朝日の番組の中から、未放送のVTRをプロデューサーから買い取るという企画。
- 第1回『もしものシミュレーションバラエティー お試しかっ!』（一流料理人電子レンジ対決）
- 第2回『白黒ジャッジバラエティ 中居正広の怪しい噂の集まる図書館』（ローラの人生相談）

### 本当にあったご当地ちょい足しグルメランキング
2010年5月3日開始。日本各地のちょい足しグルメを評価。

### 名作漫画の名シーンに”ちょい足し”して愉快になるセリフランキング!
水曜日の企画。司会・ビエール瀧とゲストのお笑い芸人達が『巨人の星』『北斗の拳』など名作漫画の台詞に自分の考えた台詞を追加してゆる～く改変して、その中から司会が面白かったものをランキングするという内容。例題を出す時にお笑い芸人達がピエール瀧に小芝居を打つのがお約束になっている。

### ドラちくランキング
火曜日の企画。クイズ作家である日髙大介が「おねモ」とデートするという設定でドライブをする。その間に見えた物について日高が次々とうんちくを語り、その中で実際に彼女に話せばウケると思われるうんちくをランキング形式で紹介する。

#### 山手線駅ちくランキング
2011年7月21日の特別企画。「ドラちくランキング」と同様の企画で、山手線に関するうんちくを紹介する。同月24日の一部地域を除くアナログ放送終了・地上デジタル放送への完全移行を控えていたことから、地上デジタル放送推進大使を務めていたSMAP（当時）・草彅剛とキャラクターの地デジカが出演し、草彅が男性アイドルグループ・CHA-CHAの前身「茶々隊」のメンバーであったうんちくを語っていた。

### 身近なものを使ってできる簡単エクササイズ!
不定期で行われている火曜日の企画。フィットネストレーナーの足立光が身近な物を使って簡単にできるエクササイズをランキングする。

### 伸び悩み芸人相談所
水曜日の企画。2010年2月17日開始。伸び悩んでいるけど実は面白いと言われている芸人を芸歴でランキングする。相談員の3人はネタを見て感想とアドバイスを芸人に述べる。
- 相談員 - デーブ・スペクター・片山さつき・和泉節子（初期メンバー）
- デーブ以外のメンバーは固定しておらず和泉の他に大和田伸也、八代亜紀、藤岡弘、などが相談員として登場している。

### ホメ渡部のスゴいランキング
アンジャッシュの渡部建こと"ホメ渡部"が新商品を褒めながら、その製品の良さを的確に伝えるコーナー。相方の児嶋一哉は部下として同行し、ホメ渡部の褒め方が適切だったかどうかを企業の社員に確認し、最終的に「商品のここがすごい」ところをランク付けする。

### 帰れま5
金曜日の企画。『もしものシミュレーションバラエティー お試しかっ!』のスピンオフ企画。ルールは「全て当てるまで帰れま10」と同じで人気メニュー店のテイクアウトや商店街の人気店のベスト5を当てることが基本となっており、回によっては本家同様ベスト10を当てる週もある。食べる量を減らす交渉が認められるなど、本家と比べてルールは若干緩和している。この時、テロップで「本家では認められていない」と出る。ノーミスでベスト5をすべて正解した場合は賞金10万円（2010年1月4日、1月11日放送分はお年玉として20万円）をプレゼントする。コーナー開始からこれまで本家同様1度もパーフェクトは出ていなかったが、2010年7月2日放送分で、U字工事が初めてパーフェクトを達成した。2010年9月10日放送分では、ナイツが2組目の、2011年9月9日放送分では、博多華丸・大吉が3組目のパーフェクトを達成した。ちなみに本家でパーフェクトが出たのはこれらより後の2013年1月21日放送分。2010年3月までは、月曜日の企画で当時深夜に放送していた「お試しかっ!」に引き続いての放送だった。さらに、この企画から発展した帰れま3が放送されていた。

### 臨場劇場版コラボ企画
『臨場劇場版』の企画。基本的に相棒コラボ「グッズ-」と同じ。クイズを出題する役を渡辺大。当てる刑事を内野聖陽が担当。

### お願い!総選挙
2012年1月に行われた企画。おねがい大魔王なる人物の「おねがい戦士が増えすぎたので人員削減を行う」という司令で、おねがいレッド、おねがいグリーンを除く、5人のおねがい戦士の人気投票を行い、最下位になったおねがい戦士は強制卒業となる。1月9日～1月31日まで、テレビ朝日1階アトリウムに設置された投票箱と、電話投票で投票を受け付けた。
結果は下記の通り。
- 1位　おねがいイエロー　5,673票
- 2位　おねがいマリン　4,406票
- 3位　おねがいピンク　4,359票
- 4位　おねがいメタル　2,734票
- 5位　おねがいブラック

この結果、おねがいブラックが2012年2月13日の放送をもって番組を卒業した。最後の卒業式では、ブラックらしくボディコンダンスを踊りバブル（泡）に溶け込むかのように消えていった。

### せますぎて逆に気になるランキング!
通称「せま逆」。様々なジャンルの中から、特に狭い範囲のランキングを発表する。

### ヤング美食アカデミー!
金曜日の企画。美食アカデミーからの派生企画。2013年3月に金曜日の放送が終了した為、打ち切り。

### ラーメン女子大生おすすめ!美味しい人気ラーメン店ランキング
2010年2月18日放送分から木曜日で不定期に行われているコーナー。同年1月21日放送分の「ラーメン隊オーディション」に合格した女子大生・本谷亜紀が話題の店を20軒廻って決定したおすすめベスト3を発表。
ラーメン官僚（田中一明）も引き続き登場していたが、同年4月15日の放送で官僚が「自分の子供が幼稚園に通うことになったのでしばらくはひとりで頑張ってほしい」と言い残して去ったが、同年10月28日放送「ラーメン官僚復活SP! ラーメン官僚注目の新店ベスト3!」で活動復帰し、以降は基本的に本谷と共に企画参加している。

### ADが食べてランキング
「ちょい足しクッキング」同様、他のADが試食してベスト10形式でランキングを作成する。

### 調味料やお菓子を使った簡単アレンジレシピランキング
2010年4月29日放送分から不定期で行われている木曜日の企画。和・洋・中のプロの料理人がテーマとなる調味料やお菓子を使って2品のアレンジレシピを作り、調味料を作った会社の社員が試食した上でランキングを作成している。今までで9回行われており、洋食の川越達也が4連覇を果たしているが、4連覇を達成した回でついに最下位と優勝を同時に取ってしまい、5回目で和食の笠原が川越の連覇を阻止し、優勝を果たした。さらに、7回目で川越・茂手木の同点優勝が誕生した。

### お願い!ハンドレッド
あるランキングベスト100を、濱田マリのナビゲートで発表する。ジャンルはCD歴代レンタル数、年間マンガ売上数など様々。

### 勝ち抜きネタバトル!切実!マネーリング!
芸人年収（芸人活動で得た収入、バイト代などは含まず）が100万円以下（コンビ以上の場合は誰か1人でも100万円以下）のお笑い芸人2組によるネタバトル。49人の一般客とゲストの著名人が「面白い」と思えば投票。投票数が多い方の勝利となる。
賞金は1週勝ち抜きで3万円、2週勝ち抜きで7万円、3週勝ち抜きで20万円となる。ただし、勝ち抜き中で負けた場合は賞金は没収される。その時点の賞金を獲得して降りるか、次の週に挑むかは芸人自身で決める。

### お願い!マンピンコン
2016年9月から2017年3月まで行われた「AbemaTV」との合同企画。コーナー名は「漫才、ピンネタ、コント」の略。お願いランキング放送中、セットの真裏からAbemaTVスペシャルで毎週4組～5組のお笑いライブを生配信。月曜日に漫才、火曜日にピン芸人、水曜日にコント、とジャンルごとに分け、視聴者投票による1位を競いバトル。各週の優勝者が4週目に集まり1を競い、月間1位獲得者は翌月の地上波版『お願い!ランキング2部』お願いマンピンコンでのジャンルの垣根を超えたネタバトルに1か月間繰り広げる。

### ○○総選挙
GOLDの復帰とともに、スタートした新企画。全国1万人が選んだ企業と商品をランキングで発表。一部のランキング（総選挙）は、別の番組で放送されている。
1つのテーマに対し、そのテーマに該当する商品・メニューを販売している企業数社がエントリーし、そのエントリーした企業の商品・メニューのみが投票対象となる。スタジオのゲストは、1位になる商品を予想する。基本的にはランクインした商品が多い企業や1位の商品が表彰され、1位の商品を製造・販売した企業にはトロフィーが授与される。
エントリーした企業は、何かしら1個は必ずランクインするとは限らない。中には1個もランクインせずに終わってしまう企業や、老舗・業界大手とされている企業がランクイン商品が少ない、一般的に著名な看板商品が早々に（思いのほか下位に）ランクインしてしまい期待外れに終わってしまう波乱も少なくない。逆に、「お肉レストラン（デザート）」でのふらんす亭や後述する単発特番での一蘭のように、2位までランクイン数0で不振だったにもかかわらず、1位で初ランクインして突如表彰されるといったようなこともある。
2016年5月29日に『日本国民がガチで投票! 麺チェーン店総選挙2016』のタイトルで、単独番組として企画復活となった。後日のレギュラー放送の企画『俺のランキング』で一部の総選挙のランキング（プロレス、プロ野球など）に納得のいかない芸能人やファンが異論するコーナーが誕生した。
2018年8月5日 - 2019年12月28日の間はウエンツ瑛士がイギリス留学中のため、爆笑問題のみが司会を務めている。
2021年1月3日放送の『国民15万人がガチで投票!漫画総選挙』のみMCをハライチが務めている。
2021年7月20日放送予定だった『国民1万2000人がガチ投票! オリンピック金メダリスト総選挙』は、村田諒太（ロンドン五輪ボクシングミドル級金メダリスト・WBA世界ミドル級スーパー王者）にゲストのオファーをしたが、「全選手が死に物狂いで獲得した金メダルに順位をつけるのか…」と断られたこともあり、『1万2000人が選ぶ! 私が感動した金メダルはこれだ!』にタイトルが変更された。

#### 放送リスト
『麺チェーン店総選挙2016』以降の結果を記す。
| 回 | 放送日            | 放送時間（JST）               | 放送内容                  | 1位                                          | タイトル                                                               | 備考 |
| -- | ----------------- | ----------------------------- | ------------------------- | -------------------------------------------- | ---------------------------------------------------------------------- | --- |
| 1  | 2016年 5月26日    | 20:58 - 23:10                 | 麺チェーン店              | 天然とんこつラーメン（一蘭）                 | 日本国民がガチ投票!麺チェーン店総選挙2016                              | |
| 2  | 11月27日          | 20:58 - 23:10                 | お菓子                    | じゃがりこ サラダ（カルビー）                | 日本国民がガチで投票!お菓子総選挙2016                                  | |
| 3  | 2017年 1月9日     | 19:00 - 21:48                 | 声優                      | 山寺宏一                                     | 人気声優200人が本気で選んだ!声優総選挙!3時間SP                         | |
| 4  | 3月13日           | 00:13 - 02:25                 | プロレス                  | アントニオ猪木                               | 現役・OBレスラー200人&ファン1万人がガチで投票!プロレス総選挙           | 本来12日20:58 - 23:10のゴールデン放送の予定であったが、WBC「日本×オランダ」の影響で約3時間遅れの放送開始となり深夜の放送となった。 |
| 5  | 7月31日           | 19:00 - 21:48                 | 大相撲                    | 千代の富士                                   | 力士・親方70人&ファン1万人がガチで投票!大相撲総選挙                    | |
| 6  | 9月30日           | 21:58 - 22:59                 | うどん                    | 釜玉うどん（丸亀製麺）                       | 国民1万人がガチで投票!うどん総選挙2017                                 | |
| 7  | 11月12日          | 13:55 - 16:00                 | ゴジラ                    | モスラ（怪獣）                               | 関係者&ファン1万人がガチで投票!ゴジラ総選挙                            | 同日夜、同局で地上波初放送される「シン・ゴジラ」とのコラボ企画。 |
| 8  | 2018年 1月8日     | 19:00 - 21:48                 | プロ野球                  | イチロー（野手） 大谷翔平（投手）            | ファン1万人がガチで投票! プロ野球総選挙                                | |
| 9  | 7月8日            | 19:58 - 23:05                 | アイス                    | 明治エッセルスーパーカップ 超バニラ（明治）  | 国民1万人がガチで投票! アイス総選挙2018                                | |
| 10 | 8月5日            | 18:56 - 23:05                 | 高校野球                  | 松井秀喜                                     | ファン10万人がガチで投票!高校野球総選挙                                | 生放送。 |
| ⁻  | 12月16日          | 13:55 - 15:20                 |                           |                                              | 今夜の「シン・ゴジラ」が100倍楽しめる!1万人がガチ投票!歴代ゴジラ総選挙 | 11月12日放送のものの再編集版。同じく同日夜に「シン・ゴジラ」が再度同局で地上波で放送されるため。 |
| 11 | 12月24日          | 19:00 - 21:48                 | プロ野球 レジェンド選手編 | 王貞治                                       | 国民1万人がガチで投票! プロ野球総選挙〜レジェンド選手編〜              | |
| 12 | 2019年 3月23日    | 18:30 - 21:54                 | お城                      | 姫路城（兵庫県）                             | お城好き1万人がガチで投票! お城総選挙                                  | |
| 13 | 4月16日           | 19:00 - 21:48                 | 冷凍食品                  | 本格炒め炒飯（ニチレイ）                     | 国民1万人がガチで投票! 冷凍食品総選挙                                  | |
| 14 | 8月10日           | 18:57 - 23:05                 | 高校野球 最強高校編       | 大阪桐蔭（大阪）                             | ファン10万人がガチで投票! 高校野球総選挙〜最強高校編〜                 | |
| 15 | 10月1日           | 19:00 - 21:48                 | ご当地麺                  | 札幌ラーメン（北海道）                       | 食のプロ318人がガチで投票! ご当地麺総選挙                              | |
| 16 | 12月28日          | 18:56 - 23:10                 | 戦国武将                  | 織田信長                                     | 国民10万人がガチ投票! 戦国武将総選挙                                   | 4時間生放送。 |
| ⁻  | 2020年 4月27日    | 19:00 - 21:48                 |                           |                                              | 禁断企画!国民10万人がガチ投票! 日本人が本当に好きな戦国武将総選挙      | 上記再編集3時間特番。本放送はベスト20だったがこちらはベスト30まで発表した。 |
| 17 | 7月20日           | 19:00 - 21:48                 | お菓子                    | ポテトチップス うすしお（カルビー）          | 国民1万4千人がガチで投票! お菓子総選挙                                 | |
| 18 | 9月6日            | 18:30 - 20:56                 | アニメソング              | 残酷な天使のテーゼ（新世紀エヴァンゲリオン） | →詳細は「 国民13万人がガチ投票! アニメソング総選挙 」を参照            | |
| 19 | 2021年 1月3日     | 00:40 - 01:40                 | 漫画                      | ONE PIECE                                    | 国民15万人がガチで投票!漫画総選挙                                      | MC：ハライチ 生放送。上位から発表し、YouTube「動画、はじめてみました」での生配信「【禁断】漫画総選挙2021!朝まで延長戦SP（1:40 - 3:40）と合わせて100作品を紹介。 |
| ⁻  | 7月20日           | 18:45 - 21:48                 | 金メダリスト              |                                              | 1万2000人が選ぶ! 私が感動した金メダルはこれだ!                         | 「国民1万2000人がガチ投票! オリンピック金メダリスト総選挙」の予定であったがタイトル及び内容変更。 |
| 20 | 12月27日          | 19:00 - 21:48                 | テレビゲーム              | ゼルダの伝説 ブレス オブ ザ ワイルド         | →詳細は「 国民5万人がガチ投票! テレビゲーム総選挙 」を参照             | |
| 21 | 2022年 5月2日     | 19:00 - 21:48                 | 駅                        | 東京駅（東京都）                             | 鉄道ファンがガチ投票! 駅総選挙                                         | |
| 22 | 6月25日           | 21:55 - 22:55                 | 激辛ラーメン              | 蒙古タンメン中本（東京上板橋）               | 本当にウマいと思う 激辛ラーメン総選挙                                  | |
| 23 | 8月13日・ 8月14日 | 21:55 - 22:55・ 翌0:30 - 1:30 | プロレス                  | オカダ・カズチカ                             | ファン1万人がガチ投票! プロレス総選挙                                  | 【第一部】スゴいと思う現役レスラーベスト15（21:55-22:55） 【メタバース生配信】「メタバース六本木『プロレス総選挙 地上波連動生配信SP』」（第一部終盤から）Youtube「動画、はじめてみました」でも配信 ⁻ 16位から30位を発表 【第二部】ベスト50まで大発表SP（翌0:30 - 1:30） ⁻ 31位から50位を発表する《完全版》） |
| 24 | 9月26日           | 19:00 - 21:48                 | 城                        | 熊本城（熊本県）                             | 歴史の専門家が選ぶ 難攻不落!最強の城総選挙                             | 3時間生放送。 |

### さらば×見取り図 お願い!ゲーム予備校
2021年10月5日開始で月曜日に放送。同年10月1日に終了した「会心の1ゲー」のリニューアル版。オリジナルモバイルゲームを製作する。2022年3月22日（21日深夜）放送分で終了。詳細は「会心の1ゲー#さらば×見取り図 お願い!ゲーム予備校」参照。

### 声優わちゃわちゃ
2021年10月6日開始で毎週水曜日(火曜深夜)に放送。2011年から長らく放送されている「雄二のぶっちゃけ部屋」→「人気声優にお願い!ランキング」（後述）に続く声優をテーマにした企画だが、決まった司会を置かずに、毎回変わる司会と交友のある声優3名前後が出演しトークを繰り広げる。2022年3月23日（22日深夜）をもって終了。

### ツインテール姉妹
2020年9月まで放送していたネオバラエティ『かみひとえ』で人気を博した女性コンビ、ツインテール姉妹（夏菜、朝日奈央）の企画が当番組枠にて継続。同10月より月1もしくは隔月のうちいずれかの金曜(木曜深夜)に放送している。制作は、旧かみひとえスタッフの熊川隆太チーフディレクター（通称: 熊D）のチームが継承。ツインテール姉（夏菜）の産休期間中は、ゲストが月替わりで代役を務めている。
番組内容は、姉妹による「大食い」「利き当て」「アウトドア」「リール動画」など巷でトレンドなチャレンジ企画を主力とし、テレビ朝日公式のYouTube動画配信とも連動している。